# Andreas Hupke

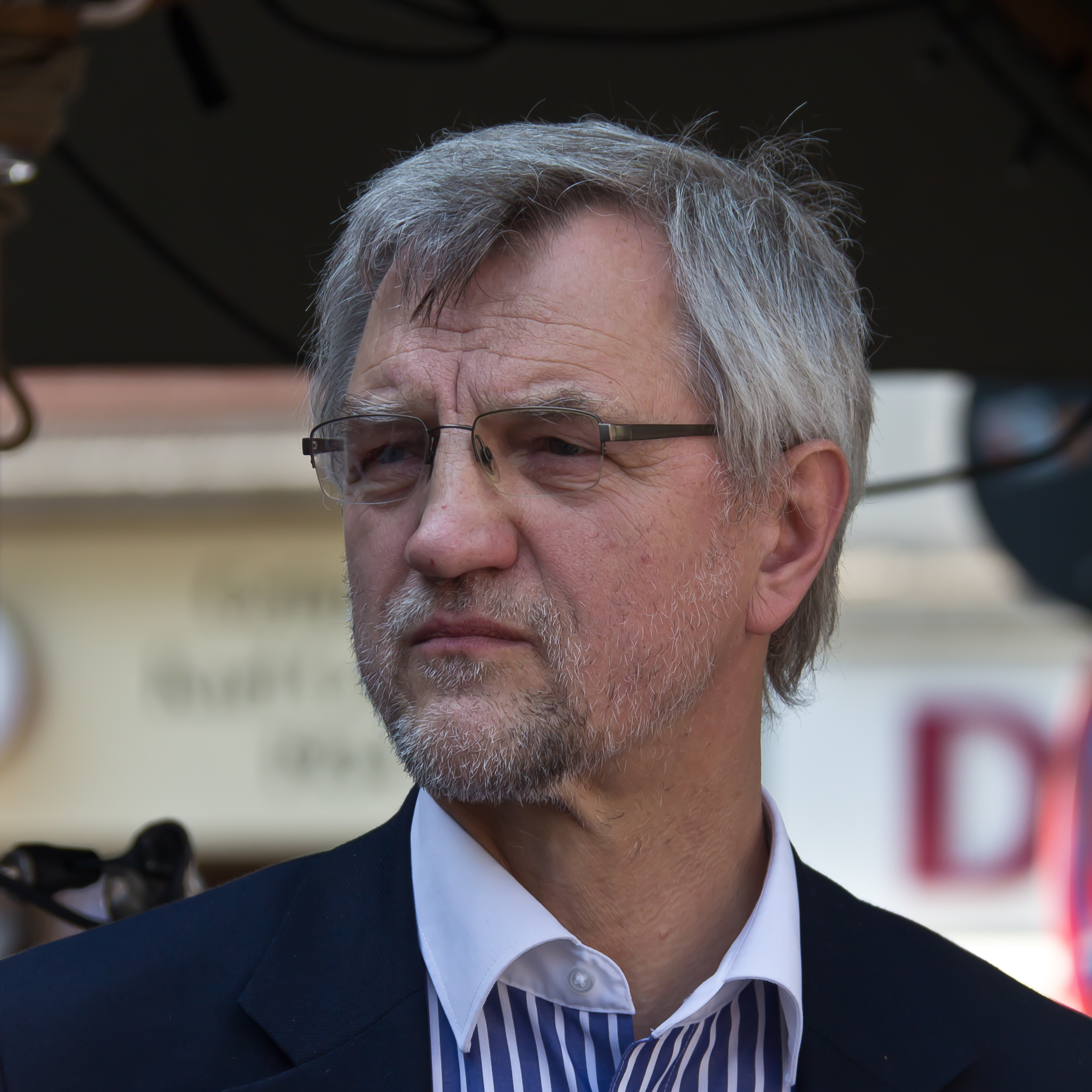
Andreas Hupke (2014)

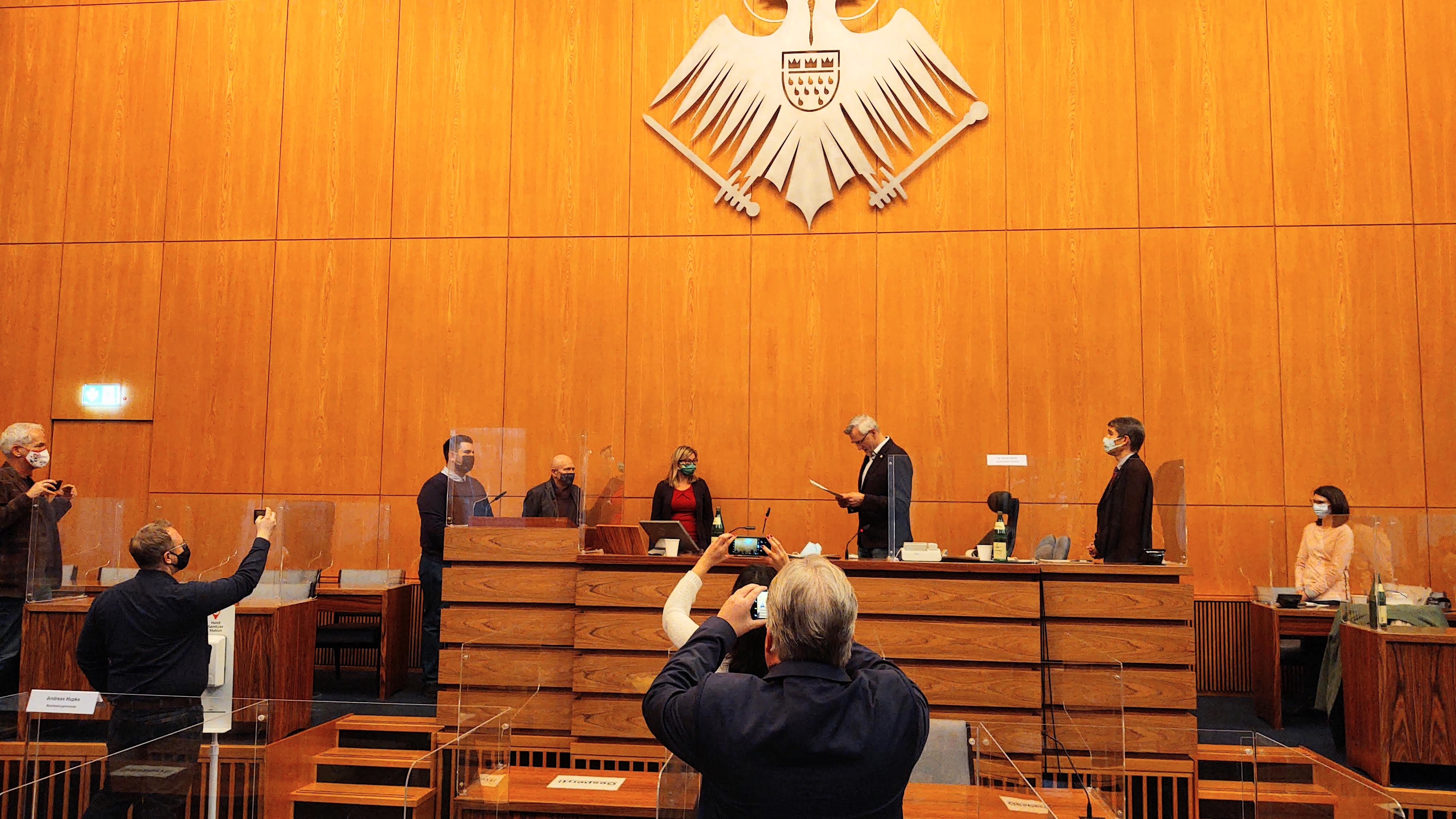
Andreas Hupke verpflichtet seine Stellvertreter im Ratssaal der Stadt Köln am 12. November 2020

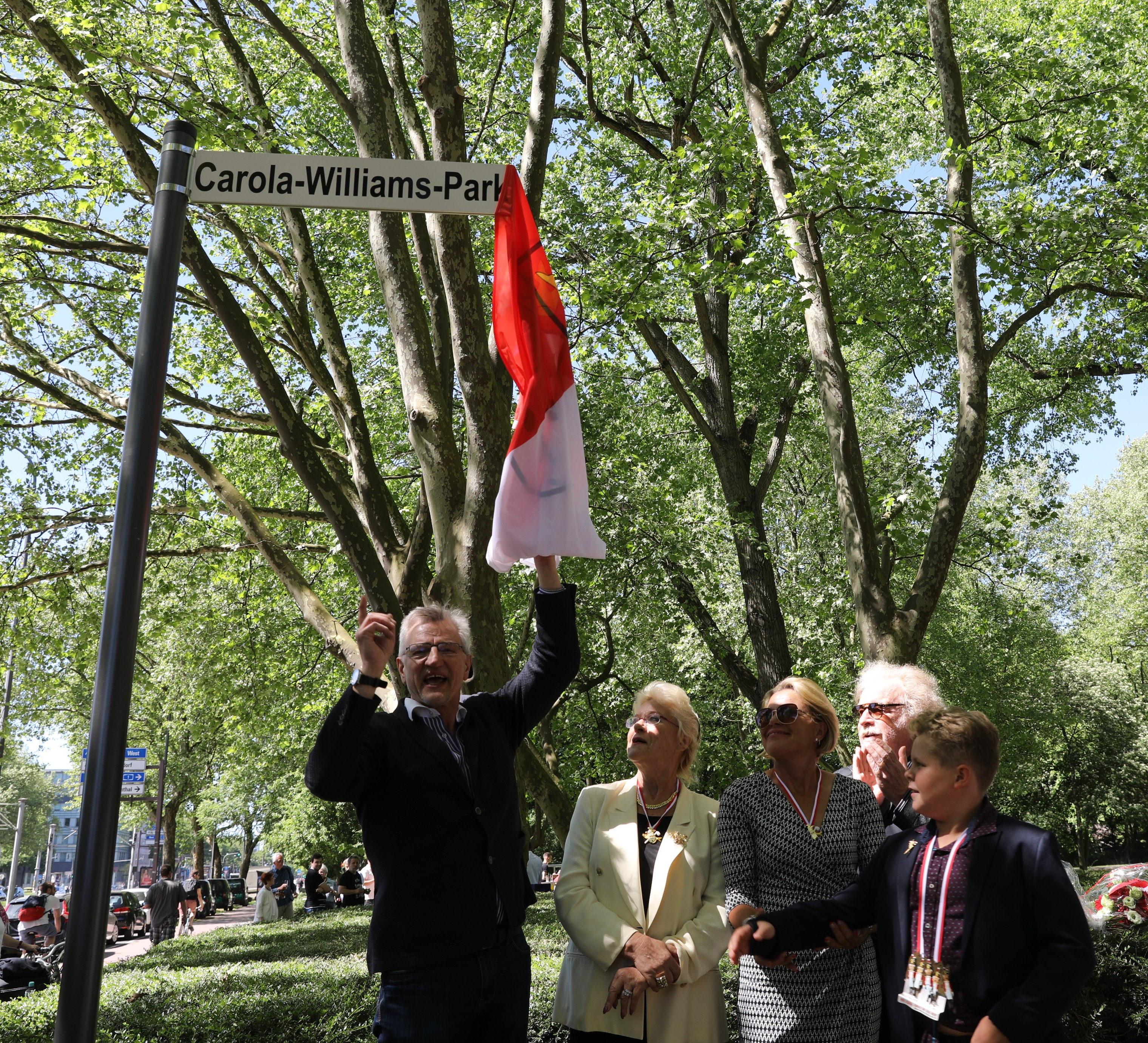
Hupke bei der Enthüllung des Schildes Carola-Williams-Park (2018)

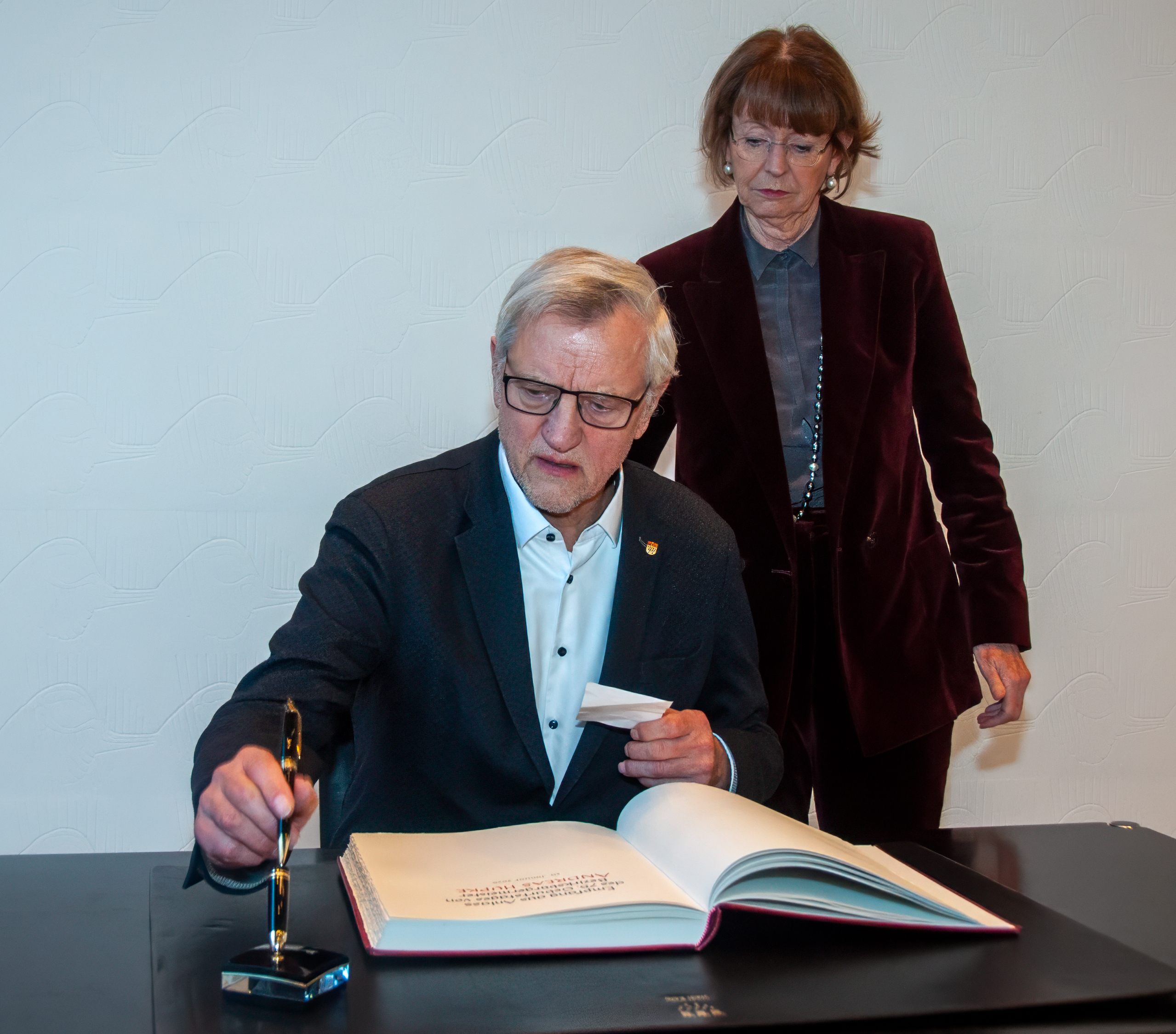
Anlässlich seines 75. Geburtstages trägt sich Hupke in das Gästebuch der Stadt Köln ein, rechts: Oberbürgermeisterin Henriette Reker (2025)

Andreas Hupke (* 12. Januar 1950 in Monschau) ist ein deutscher Politiker (parteilos, bis 2025 Bündnis 90/Die Grünen). Seit 2004 ist er Bezirksbürgermeister des Stadtbezirks Köln-Innenstadt für Bündnis 90/Die Grünen.

## Biographie

### Familie und Beruf
Andreas Hupke wurde als sechstes von acht Kindern geboren und wuchs in Kalterherberg auf. Seine Eltern waren als gläubige Protestanten und Flüchtlinge aus Pommern Außenseiter in einer rein katholischen kleinen Eifel-Gemeinde. Nach der Schule machte er zunächst eine Ausbildung zum Molkereifachmann. 1973 zog er nach Köln, um auf dem Köln-Kolleg sein Abitur auf dem zweiten Bildungsweg zu machen. Anschließend studierte er Jura, beendete das Studium aber nicht. Später wurde er Bühnenfacharbeiter bei den Bühnen der Stadt Köln. Bis zu seinem Eintritt in den Ruhestand (2015) vertrat er als Personalratsvorsitzender das Dezernat Kunst und Kultur im Gesamtpersonalrat der Stadt Köln.

### Politik
Politisiert wurde Hupke unter anderem durch die Stollwerckbesetzung und durch die erfolgreiche Initiative gegen eine geplante Kölner Stadtautobahn. Von 1996 bis 2025 war er Mitglied von Bündnis 90/Die Grünen. Er ist seit 1999 Mitglied der Bezirksvertretung Innenstadt/Deutz und seit 2004 „City-Bürgermeister“. Bei seiner ersten Kandidatur erhielt seine Partei Bündnis 90/Die Grünen 30,8 Prozent der Wählerstimmen, bei seiner zweiten Kandidatur (2009) 37,7 Prozent. Damit stellt sie die größte Fraktion in der Bezirksvertretung. 2009 wurde Andreas Hupke mit den Stimmen aller Fraktionen wiedergewählt, bei einer Enthaltung. 2014 erhielt Hupke erneut 18 von insgesamt 19 Stimmen, da eine Grünen-Vertreterin verhindert war, 2020 wurde er erneut wiedergewählt, nachdem die Grünen 45 Prozent der Wählerstimmen erhalten hatten.
Im Vorfeld der Kommunalwahl 2025 kündigte Hupke an, seine Mitgliedschaft bei den Grünen ruhen zu lassen und als Einzelkandidat für die Bezirksvertretung Innenstadt/Deutz zu kandidieren. Er begründete seinen Rückzug damit, dass sein Alter kritisch gesehen worden sei, und sprach in diesem Zusammenhang vom Vorwurf der „Altersdiskriminierung“. Die Grünen Köln widersprachen dieser Darstellung in einer Pressemitteilung und führten an, dass Hupke zuvor nicht bereit gewesen sei für ein Gespräch zur Fortführung seines Mandats. Hupke trat nicht mehr zur Wahl der Listenaufstellung der Partei an. Im Juli 2025 trat Hupke offiziell aus der Partei aus. Hupke tritt zur Kommunalwahl 2025 mit der eigenen Wählergruppe, dem Aktionsbündnis Innenstadt/Deutz (Team Hupke Wilde 13), an.

### Ehrenämter
Ehrenamtlich engagiert sich Andreas Hupke unter anderem als Vorsitzender des Trägervereins KUMBIG e.V. für KIK – Kölner Institut für Kulturarbeit und Weiterbildung, KUM & LUK – Kunst und Medien, Leben und Kultur (bis zum 30. Dezember 2019) und der bis 2015 bestehenden Jugendkunstschule Köln, als Vorsitzender des Vereines Städtepartnerschaft Köln – Liverpool e.V. und als Schirmherr von ArtAsyl e.V.

## Publikationen
- Mitarbeit als Co-Autor: Renate Franz: Der vergessene Weltmeister – Das rätselhafte Schicksal des Radrennfahrers Albert Richter, Covadonga, Bielefeld 2007, ISBN 978-3-936973-34-1.